# Santuario de la Virgen del Puerto

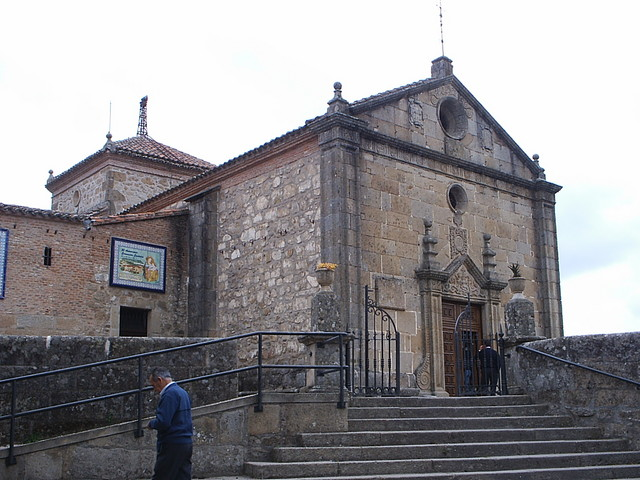
Santuario de la Virgen del Puerto.

El santuario de la Virgen del Puerto se encuentra situado a unos cinco kilómetros del centro de la ciudad de Plasencia (Cáceres, Extremadura, España), en la dehesa de Valcorchero, en un paraje de canchos y alcornoques, en el puerto del camino que unía la ciudad con la vía romana Vía de la Plata.

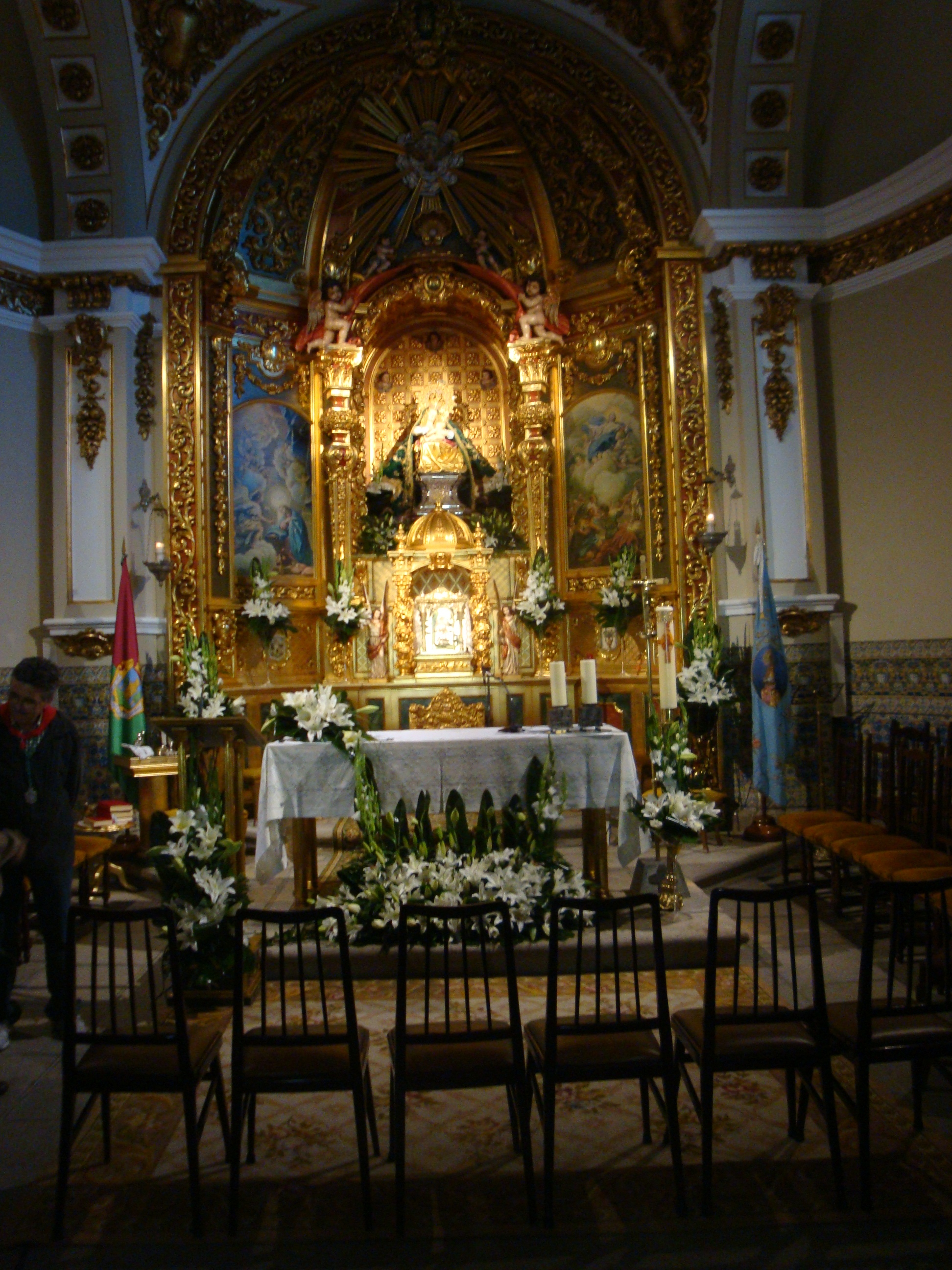
Altar mayor del Santuario.

Comenzó su construcción en el siglo XV, pero el edificio actual data del siglo XVIII. La fachada principal está rematada con un frontón que lleva en su eje un óculo, flanqueado por los escudos de Plasencia y el de los primeros marqueses de Mirabel. El interior está profusamente decorado con relieves y zócalos talaveranos.

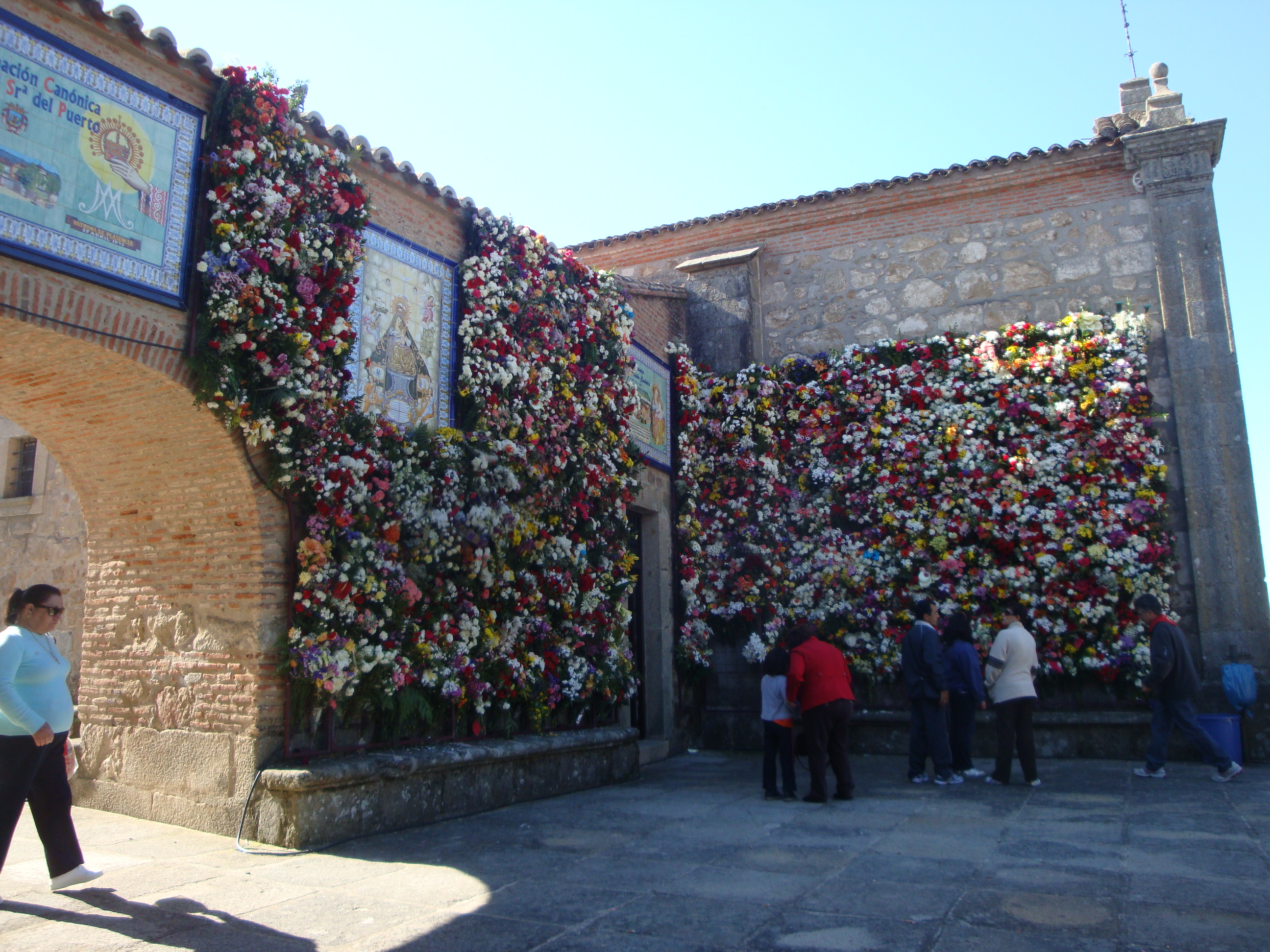
Ofrenda floral romería (2010).

La imagen de la Virgen del Puerto es una talla policromada en madera, de origen desconocido, de finales del siglo XV o principios del siglo XVI, que muestra a la Virgen amamantando al Niño. Esta Virgen es la patrona de la ciudad y en su honor se celebra una romería multitudinaria el domingo siguiente a la Pascua.